# Salvador de Allo
Salvador de Allo (fl. 1752-1797) fue un compositor y maestro de capilla español.

## Vida
De sus primeros años de vida y su formación musical lo único que se sabe es que era originario de Falces, en Navarra.
En abril de 1752, tras el fallecimiento del maestro Catarecha, se convocaron oposiciones para el magisterio de la Colegiata de Borja, pero fueron suspendidas posteriormente. Aun así, la plaza fue adjudicada a Salvador de Allo por lo patronos que financiaba el magisterio, que tenía una renta asociada desde 1597. Sin embargo la renta no era suficiente, por lo que el capítulo le concedió un salario de dos reales al día en una sesión extraordinaria el 23 de julio de 1752.
Pronto surgieron problemas con el maestro Allo. Fue amonestado porque pretendía dar la enseñanza de música a los infantes en su casa, en lugar de en lugar del estudio que existía en la Colegiata para su efecto. Un incidente más grave se produjo poco después, cuando el prebendado Manuel Argui lo denunció ante el cabildo por insulto grave proferido en su contra en el transcurso de la misa. El cabildo se reunió inmediatamente y el maestro fue despedido en noviembre de 1752. Tras una disculpa y una solicitud de clemencia por escrito, el cabildo lo readmitió, pero solo por 11 votos a favor frente a 10 en contra.
El resto de su magisterio transcurrió sin incidentes, hasta que el 12 de julio de 1754 informó al cabildo borjano que partía a Cirauqui, en Navarra, para ocupar la plaza de organista. Allo mantendría posteriormente contacto con el cabildo de Borja y en 1773 trató de comprar un solar que pertenecía al cabildo. En 1797 formó parte del tribunal que juzgó las oposiciones al magisterio de la Colegiata de Borja, que serían para Pablo Rubla.
No hay noticias de su estancia en Cirauqui o su trayectoria posterior hasta 1775, cuando aparece como maestro de capilla de las dos parroquias de Corella (Navarra). La mayoría de la información procede de las actas de un consistorio celebrado el 2 de marzo de ese año, en las que se trataron las «[...] continuas diferencias que ocurrían en la capilla de música que tiene en sus dos parroquias, unidas sobre sí, don Salvador de Allo, maestro de dicha capilla, cumplía o no con las actas de dicha capilla como también a la menos atención y respeto con que trataba dicho don Salvador a los señores vicarios, de dichas parroquiales, en que parece había causado algún escándalo [...]». Para solucionar el problema se decidió fijar las obligaciones y las rentas del magisterio: «la cantidad de ciento veinte y cinco ducados de once reales cada uno y de a diez y seis cuartos el real pagados por tercios [...] y mßas parte y media del producto de todas las funciones de música, la una como individuo de la capilla y la media por los papeles, que así es costumbre». Sus obligaciones serían:

Dar lección, indispensablemente, todos los días a los tiples que hubiese en ella [la capilla], entendiéndose canto de órgano, composición, tañer y cualquier otro instrumento que el maestro supiese pulsar y los tiples quisiesen aprender [...] a lo menos desde las once hasta las doce del día [...] excepto los días de fiesta [...] o estando enfermo o ausente con licencia [...] Tener un segundo organista con quien alternan por semanas a tañer el órgano en las dos parroquias [...] y que siempre que faltare a la misa mayor y a vísperas de cualquier día, por cada uno de los dos puntos se le ha de quitar medio real [...] Y por que es también contra el debido respeto al Cabildo que el maestro ni su suplidor, cuando bajen del órgano, crucen por delante [del coro] antes de concluir cualquier acto en que se hallase después de misa mayor o vísperas.

Otras obligaciones fueron usar hábitos los días de pompa y solemnidad; tocar en determinados días y circunstancias que fueron definidos con mucho detalle, incluyendo en el caso de las siestas, el tipo de música que debía ser tocado, rechazando minués y otras obras profanas; suplir al bajón en sus ausencias; componer algunas obras, a saber,

Veinte y siete en romance, ocho para cuarenta horas, otras ocho para la fiesta del Corpus y su octava, otras ocho para la del Nacimiento de Nuestro Señor, Nuestra Señora, San Miguel y Concepción bajo pena arbitraria de los curas.

A partir de ahí se pierde el rastro del maestro, con la excepción de los contactos que mantuvo con la Colegiata de Borja mencionados más arriba, el último de los cuales sería en 1797, cuando todavía era maestro de capilla en Corella.

## Obra
No se conoce música del maestro Salvador de Allo.